# Barbara Schellhammer
Barbara Schellhammer (geb. 1977 in München) ist eine deutsche Kulturphilosophin. Sie hat mehrere Jahre in Kanada geforscht und gearbeitet.

## Leben und Wirken
Barbara Schellhammer studierte Soziale Arbeit mit dem Schwerpunkt systemische Familientherapie an der Hochschule München.
In der Zeit von 2005 bis 2015 lebte und arbeitete sie hauptsächlich in Kanada und lehrte in Victoria, BC, an der Royal Roads University (School of Peace and Conflict Studies) im Bereich alternativer Streitschlichtungsverfahren (Alternative Dispute Resolution und Restorative Justice). 2005 und 2006 forschte sie unter Inuit in den Nordwest-Territorien (Inuvik, Ulukhaktok und Paulatuk). Sie bildete sich weiter zur Coach (Erickson College, Vancouver) und erhielt das Mediationszertifikat des Pulse Institute, Calgary.
2009 promovierte sie an der Hochschule für Philosophie München. In ihrer Doktorarbeit Dichte Beschreibung in der Arktis. Clifford Geertz und die Kulturrevolution der Inuit in Nordkanada bringt sie ihre Forschungsergebnisse und Erfahrungen, die sie als Sozialarbeiterin in den Nordwest-Territorien Kanadas gesammelt hat, mit der dichten Beschreibung von Clifford Geertz zusammen.
Im selben Jahr erhielt sie den Ruf an die Internationale CVJM-Hochschule Kassel, wo sie bis 2013 als Professorin für Internationale und Interkulturelle Soziale Arbeit tätig war. 
2018 habilitierte sie sich an der Universität Hildesheim mit der Schrift Fremdheitserfahrungen und die Sorge um sich selbst. Untersuchungen zur Entwicklung der Fremdheitsfähigkeit einer Person.
Seit Herbst 2019 hat sie als erste Professorin an der Hochschule für Philosophie den Lehrstuhl für Intercultural Social Transformation inne. Der Lehrstuhl wurde neu geschaffen und zunächst für fünf Jahre eingerichtet. Zudem übernahm Schellhammer die Leitung des Zentrums für Globale Fragen der Hochschule für Philosophie. Sie forscht und lehrt zu Themen der philosophischen Anthropologie, der Kulturphilosophie, der Phänomenologie des Fremden, der Friedensbildung und der interkulturellen Philosophie, insbesondere mit indigenen Menschen in Kanada. Ihre Lehre und Forschung sind geprägt von dem Gedanken des Transformativen Forschens und der Transformativen Philosophie. Dazu gehört ein reger internationaler, interdisziplinärer Austausch, der sowohl in Forschungsansätzen als auch in Lehrformaten durch partizipative und künstlerische Methoden sichtbar wird.

## Schriften
- 2015: „Dichte Beschreibung“ in der Arktis. Clifford Geertz und die Kulturrevolution der Inuit in Nordkanada. Bielefeld: transcript. ISBN 978-3-8376-3234-7 (= Dissertation, Hochschule für Philosophie München 2009)
- 2017: Wie lernen Erwachsene (heute)? Eine transdisziplinäre Einführung in die Erwachsenenbildung. Weinheim: Beltz Juventa.
- 2019: An Konflikten wachsen. Konflikt-Coaching und die Sorge um sich selbst. Weinheim: Beltz.
- 2019: Fremdheitsfähig werden. Zur Bedeutung der Selbstsorge für die Begegnung mit Fremdem. Karl Alber.
- 2019: Culture – A Life of Learning: Clifford Geertz und aktuelle gesellschaftliche Herausforderungen. Gmainer-Pranzl/Schellhammer (ed.), Verlag Peter Lang.
- 2020: Bildung zum Widerstand. Goerdeler/Schellhammer (ed.), wbg Verlag.
- 2021: Indigegogy: An Invitation to Learning in a Relational Way. Schellhammer/Wilson, Herder Verlag.
- 2022: Philosophie der Grenze. Schellhammer/Schützle (ed.), wbg Verlag.
- 2024: Sexuelle Selbstbestimmung bei Menschen mit kognitiven Einschränkungen? Kuhn/Renzikowski/Schellhammer (ed.), Nomos Verlag.
- 2024: Epistemic Injustice and Violence: Exploring Knowledge, Power, and Participation in Philosophy and Beyond. Schützle/Schellhammer/Yadav/Kather/Thomine (ed.), transcript Verlag.